# Graaf van Anglesey
Graaf van Anglesey (Engels: earl of Anglesey) is een Engelse adellijke titel, genoemd naar het eiland Anglesey in Wales. De titel werd tweemaal gecreëerd.
In 1623 werd Christopher Villiers beleend met de titel door koning Jacobus I. Hij was een jongere broer van de gunsteling van de koning, George Villiers, 1e hertog van Buckingham. Na de dood van Christophers zoon in 1661 viel de titel weer aan de kroon.
Enkele maanden later werd de titel opnieuw gecreëerd door Karel II voor Arthur Annesley, 2e burggraaf Valentia. Met Richard Annesley, 6e graaf van Anglesey stierf de titel in 1761 uit.

## Graaf van Anglesey, eerste creatie (1623)
- 1623 – 1630: Christopher Villiers (voor 1600 – 1630), 1e graaf van Anglesey
- 1630 – 1661: Charles Villiers (ca 1627 – 1661), 2e graaf van Anglesey

## Graaf van Anglesey, tweede creatie (1661)
- 1661 – 1686: Arthur Annesley (1614 – 1686), 1e graaf van Anglesey, 2e burggraaf Valentia
- 1686 – 1690: James Annesley (1645 – 1690), 2e graaf van Anglesey, 3e burggraaf Valentia
- 1690 – 1702: James Annesley (1670 – 1702), 3e graaf van Anglesey, 4e burggraaf Valentia
- 1702 – 1710: John Annesley (1676 – 1710), 4e graaf van Anglesey, 5e burggraaf Valentia
- 1710 – 1737: Arthur Annesley (1678 – 1737), 5e graaf van Anglesey, 6e burggraaf Valentia
- 1737 – 1761: Richard Annesley (1690-1761), 6e graaf van Anglesey, 7e burggraaf Valentia